# Art pop
Per art pop (anche riportato con la grafia art-pop e artpop) si intende un'indefinita espressione di musica pop ispirata alla pop art, che integra alta e bassa cultura e che enfatizza la manipolazione di segni, stile e gesti ancora più che l'espressione personale.

## Storia
Negli anni sessanta, alcuni musicisti pop britannici e statunitensi iniziarono a ispirarsi a varie espressioni artistiche, come la pop art, e a integrare tessiture pseudo-sinfoniche nelle loro composizioni. In America, lo stile venne a identificarsi con la beat generation e il cantautorato folk. Successivamente, negli anni settanta, svariati artisti glam si ispirarono alla cultura usa e getta del periodo e la rielaborarono in chiave teatrale. Negli anni ottanta, l'art pop ispirò il post punk, la musica industriale, il synth pop e la scena new romantic e, successivamente, anche artisti che rifiutavano la strumentazione rock a favore dell'elettronica. Negli anni duemila, l'art pop subì gli influssi della vaporwave.

## Caratteristiche
L'art pop attinge direttamente da espressioni artistiche e culturali di sorta come il postmodernismo, l'estetica, le belle arti, la moda, il cinema e la letteratura sperimentale. I musicisti art pop si discostano dalle convenzioni della musica rock e dal pubblico pop ed esplorano idee quali lo status del pop come arte commerciale, nozioni dell'artificio, il sé come una costruzione e si pongono domande sull'autenticità storica.
Fra gli artisti art pop si contano Kate Bush, Peter Gabriel, David Bowie, Grace Jones, i 10cc, gli Stereolab, i Talking Heads, i Japan, i B-52's, Beck, i Roxy Music e Arthur Russell.